# Costanza Fogliani

Stemma dei Da Fogliano.

Costanza Fogliani (1461) è stata una nobildonna italiana figlia di Gabriella Gonzaga (Mantova, XV secolo – XV secolo) e di Corrado da Fogliano.

## Biografia
Costanza era sorella di Lodovico Fogliani (1460-1510) ed era la sorellastra di Agata Montecuccoli da Correggio figlia di Giberto VI, conte di Correggio e Gabriella Gonzaga.
Nel 1472 Costanza Fogliani fu la prima scelta per il matrimonio con il dispotico Girolamo Riario, figlio di Paolo Riario e di Bianca della Rovere, sorella di papa Sisto IV.  
Sua madre però si oppose con forza affinché il matrimonio venisse consumato solo al compimento del quattordicesimo anno di età mentre Riario pretendeva che la consumazione avvenisse subito e non al compimento dell'età legale della figlia. Il Riario sposò nel gennaio 1473 Caterina Sforza, figlia illegittima di Galeazzo Maria Sforza, duca di Milano. 
Costanza sposò successivamente Francesco Malaspina marchese di Sannazzaro de' Burgondi probabilmente nel dicembre 1477.
Costanza alla morte di Francesco avvenuta nel 1484, assunse la reggenza dei feudi di Fosdinovo e di Sannazzaro de' Burgondi oltre a molti altri centri della Lunigiana.
Dalla loro unione nacquero quattro figli:
- Ludovico Malaspina che assume il titolo di Marchese di Fosdinovo e Sannazzaro de' Burgondi sotto la reggenza della madre e dello zio Antonio Alberico II Malaspina e che sposato con Ippolita Fioramonti, dette origine al ramo pavese della famiglia;

- Gabriella, moglie di Carlo Pallavicino, marchese di Tabiano;

- Ludovica, monaca a Valenza;

- Pietra, moglie di Bertrando de' Rossi, conte di Berceto.